# Droid
Droid je ve sci-fi literatuře označení pro inteligentního robota se schopností se přemisťovat. Název je odvozen od slova android , což je humanoidní typ inteligentního robota (týká se vzhledu – podobný člověku), droid však nemusí být nutně humanoid. Zato i droid má značně autonomní vlastní umělou inteligenci, ba i uvědomění sebe sama a vlastní vůli. Pro svět Star Wars vytvořil droidy pracovník speciálních efektů John Stears a na slovo droid má registrovanou ochranou známku společnost Lucasfilm Ltd.

## První použití
Termín droid se poprvé objevil v roce 1952 v sci-fi povídce autorky Mari Wolfové "Roboti světa! Povstaňte!", publikované v "If Worlds of Science Fiction", červenec 1952. Napsala: "Jack zavrtěl hlavou. "To je šílené. Rojí se po celém Carron City. Zastavují roboty na ulicích -- domácí roboty, komerční droidy, prostě všechny."

## Star Wars
V sérii Star Wars se objevuje rozmanitá škála droidů, kteří plní různé úkoly. Humanoidní robot C-3PO je "protokolární droid", který se specializuje na překlad, etiketu a místní zvyklosti; R2-D2 a BB-8 jsou příkladem "astromech droida", což jsou "údržbářští roboti obecně používaní pro údržbu a opravy hvězdných lodí a odvozené technologie"; a HK-47 je příklad humanoidního vojenského robota, který je sestrojen jako násilný zabiják.

## Příklady droidů
Naše technologie ještě k samostatné uvědomělé umělé inteligenci nedospěla, příklady droidů jsou tedy jen fiktivní.
- Příklady nejznámějších astromech droidů jsou R2-D2, BB-8 a android C-3PO ve Star Wars, příkladem tamějšího bojového droida je Vulture droid.
- Jiným příkladem droida schopného měnit si své cíle je WALL-E.